# 콩팥황폐증
콩팥황폐증(nephronophthisis)은 주로 어린이에게 발병하는 콩팥의 유전병이다. 수질 낭성 신질환으로 분류된다. 상염색체 열성으로 유전되며 희귀한 병이긴 하지만 어린 시기 신부전의 가장 흔한 유전적 원인이기도 하다. 섬모 질환의 한 형태이다. 발생률은 미국에서 100만 명당 0.9건, 캐나다에서 출생아 5만 명당 1명으로 추정된다.

## 증상과 징후
콩팥황폐증의 유아형, 청소년형, 성인형 모두 확인되어 있다. 증상은 다양하게 나타나지만 콩팥황폐증 환자는 일반적으로 다뇨(오줌 생산량 많음), 다음증(많은 양의 수분 섭취) 증상을 보이며 발병 후 수 주에서 수 년이 지나고 말기 콩팥병으로 진행하여 생존을 위해서는 인공투석이나 콩팥 이식을 필요로 하게 된다. 일부 환자는 벽판망막 변성(tapetoretinal degeneration), 간의 이상, 눈돌림실행증, 원뿔 모양 뼈끝 등 콩팥 바깥의 증상을 보이기도 한다.

## 원인
콩팥황폐증은 섬유화와 겉질과 속질의 경계 부분에 생기는 낭포가 특징적이다. 말기 신부전으로 이어지는 상염색체 열성 질환이다.

## 병태생리학

섬모 질환, 진핵생물의 섬모를 나타낸 그림.

콩팥황폐증의 발병 기전은 낭성 신질환에서 돌연변이가 발생한 모든 단백질이 자기 자신을 일차 섬모에서 발현한다는 것을 시사한다. NPHP 유전자의 돌연변이는 신호 전달 경로에 이상을 만들어 평면 세포 극성(planar cell polarity)의 결함을 일으킨다. 섬모 이론은 NPHP에 여러 장기(망막 변성, 소뇌형성부전, 간의 섬유화, 지적 장애 등)가 연관된다는 것을 보여준다.

### 관련된 희귀 유전병
콩팥황폐증은 섬모 질환의 하나이다. 또 다른 잘 알려진 섬모 질환으로는 원발성 섬모운동 이상증, 바르데-비들 증후군, 다낭성 신질환, 다낭성 간질환, 알스트룀 증후군, 멕켈-그루버 증후군, 일부 유형의 망막변성이 있다.

## 진단

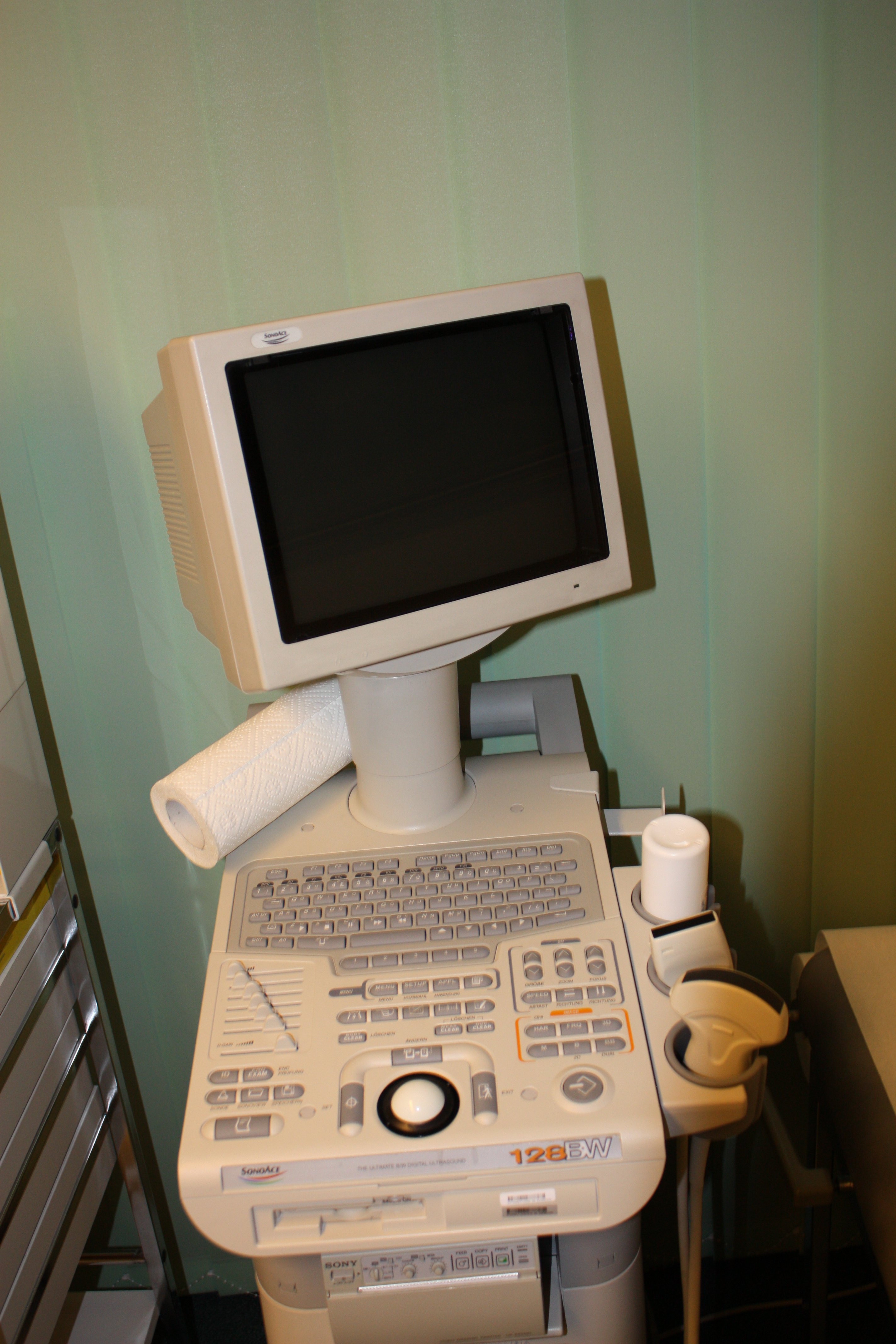
초음파 기기

콩팥황폐증의 진단은 콩팥 초음파를 통해 시행할 수 있으며, 환자의 가족력과 병력을 청취할 수도 있다.

### 유형
- 유아(infantile)[2]
- 청소년(juvenile)[2]
- 성인(adult)[2]

## 관리
콩팥황폐증의 관리는 전해질 불균형 개선, 고혈압이나 빈혈(적혈구 수 감소) 치료 등을 통해 이루어진다.

## 역학
성별 간 발생률 차이는 없으며 8백만 명당 9명 꼴로 발병하는 것으로 추정된다. 콩팥황폐증은 말기 콩팥병의 단일유전자 질환 중 가장 중요한 질환이다.

## 추가 자료
- Simms, Roslyn J.; Hynes, Ann Marie; Eley, Lorraine; Sayer, John A. (2011). “Nephronophthisis: A Genetically Diverse Ciliopathy”. 《International Journal of Nephrology》 2011: 1–10. doi:10.4061/2011/527137. PMC 3108105. PMID 21660307.
- Hildebrandt, Friedhelm; Attanasio, Massimo; Otto, Edgar (2009년 1월 1일). “Nephronophthisis: Disease Mechanisms of a Ciliopathy”. 《Journal of the American Society of Nephrology》 20 (1): 23–35. doi:10.1681/ASN.2008050456. ISSN 1046-6673. PMC 2807379. PMID 19118152.
- Murray, Karen F.; Larson, Anne M. (2010년 7월 23일). 《Fibrocystic Diseases of the Liver》 (영어). Springer Science & Business Media. ISBN 9781603275248.